# Johann Gottlob Trautschold
Johann Gottl. Trautschold (* 26. Februar 1777 in Pößneck; † 12. Januar 1862 in Dresden) war ein sächsischer evangelischer Pfarrer, Theologe, Pädagoge und Dichter.

## Leben
Trautschold, dessen Vorname sowohl als Gottlob wie auch als Gottlieb gelesen wird, wurde 1808 Diakonus in der Dresdner Friedrichstadt. 1814 erfolgte die Ernennung zum Pastor zu Gröbern bei Meißen und 1824 erhielt er eine Pfarrerstelle in der Parochie der Kirche zu Kötzschenbroda. Trautschold trat dort 1852 in den Ruhestand und verstarb 1862.
Er schrieb zahlreiche Predigten, dazu geistliche Lieder wie auch Erziehungsschriften.
Auf Trautschold wird Bezug genommen in der von dem Sagenforscher Johann Georg Theodor Grässe aufgeschriebenen Sage „Die sonderbare Stiftung zu Kötzschenbroda.“ Dieser zufolge bekam auch Trautschold noch bis zu seinem Ausscheiden die von Kurfürst Johann Georg I. dem Pfarrer Augustin Prescher während des Dreißigjährigen Krieges (1618–1648) versprochenen jährlichen 49¾ Kannen Wein aus der kurfürstlichen, zu Trauscholds Zeiten inzwischen königlichen, Kellerei.
Durch seine Teilnahme am gesellschaftlichen Leben war Trauschold mit dem in der Nähe ansässigen Pädagogen Johann Peter Hundeiker (1751–1836) bekannt, dem er einige seiner Gedichte widmete. Auch verfasste Trautschold eine Gelegenheitsschrift anlässlich der Hochzeit von Hundeikers ältester Enkelin in der Kötzschenbrodaer Kirche.

## Schriften
- Das Leben der Andacht; Zweites Hundert geistlicher Lieder für Freunde der häuslichen Erbauung. 1820. Rezension von Johann Friedrich Hartknoch. In: Jenaische Allgemeine Literatur-Zeitung. 1820, Sp. 283–285.[3]